# Seks w wielkim mieście (film)
Seks w wielkim mieście (ang. Sex and the City, 2008) – amerykański film komediowy w reżyserii Michaela Patricka Kinga. Obraz jest bezpośrednią kontynuacją serialu HBO pod tym samym tytułem (1998-2004), oparty został − podobnie, jak serial − na książce autorstwa Candace Bushnell. Dalsze losy bohaterek można zobaczyć w następnej części Seks w wielkim mieście 2. Zdjęcia do filmu powstały w Nowym Jorku i w Malibu (Kalifornia, USA).

## Obsada
- Sarah Jessica Parker jako Carrie Bradshaw Preston
- Kim Cattrall jako Samantha Jones
- Kristin Davis jako Charlotte York Goldenblatt
- Cynthia Nixon jako Miranda Hobbes Brady
- Chris Noth jako John James „Mr Big” Preston, mąż Carrie
- Jennifer Hudson jako Louise, była asystentka Carrie
- Candice Bergen jako Enid Frick, szefowa Carrie w "Vogue"
- David Eigenberg jako Steve Brady, mąż Mirandy
- Jason Lewis jako Smith Jerrod, były chłopak Samanthy
- Evan Handler jako Harry Goldenblatt, mąż Charlotte
- Willie Garson jako Stanford Blatch, gej i przyjaciel Carrie
- Mario Cantone jako Anthony Marantino, stylista-gej i przyjaciel Charlotte
- Lynn Cohen jako Magda, gosposia Mirandy i Steve’a
- Gilles Marini jako Dante, sąsiad Samanthy w Malibu

i inni

## Fabuła
Rok w rok, kobiety po dwudziestce ciągną do Nowego Jorku w poszukiwaniu dwóch "m": metek i miłości. Dwadzieścia lat temu byłam jedną z nich. Metki kręciły mnie od zawsze, więc skupiłam się na szukaniu miłości. Okazało się, że w miłości trudno rozpoznać podróbkę... do czasu. Dlatego potrzebujesz pomocy, pomocy ekspertek takich jak: Charlotte York, Miranda Hobbes i Samantha Jones. Nazywam się Carrie Bradshaw. Piszę książki. Rok w rok, kumpelki-singielki okazywały się moim wybawieniem a także, źródłem utrzymania. Charlotte szukała ideału. Kogoś bliskiego ideału. I tak Charlotte i Harry pojechali do Chin, po swoją córeczkę Lily. Mirandę ukształtowała trudna miłość. "Nadchodzi barman". I tak Miranda osiadła na Brooklynie dla Brady’ego i Steve’a. Miłością Samanthy był seks. Seks w wielkich dawkach. Aż poznała faceta, który dawał jej i seks i miłość. I tak Samantha wyjechała do Hollywood z gwiazdą telewizji Smithem Jerrodem. Natomiast ja szukałam czegoś wielkiego: Biga. Okazuje się, że kiedy zjawia się wielka miłość, nie zawsze bywa łatwo. I choć działo się w moim życiu sporo, żaden facet nie dorastał do ideału. Aż wreszcie... i nagle tak po prostu stało się. Trzy książki i trzy lata później wciąż się czujemy jak tamte cztery singielki. I choć porwał nas prąd życia, udało mi się pozostać na tym samym etapie: wciąż byłam zakochana.

Minęły trzy lata od momentu jak Big wyznał Carrie miłość w Paryżu.

### Carrie
Carrie oraz John James „Big” Preston po 10 latach zdecydowali się pogłębić swój związek poprzez zawarcie związku małżeńskiego. Sprzedała mieszkanie i dla niej kupił wielki apartament na najwyższym piętrze wieżowca z odremontowaną dla niej, fantastyczną, podświetlaną garderobą. W dzień samego wesela Big stchórzył, ponieważ przeraził go rozmach oraz wielkość wesela. Bradshaw była zrozpaczona, jednak za namową przyjaciółek pojechała do Meksyku, gdzie miała odbyć się ich podróż poślubna. Po powrocie odkupiła mieszkanie i zatrudniła asystentkę, Louise z Saint Louis. Kobieta okazała się świetna w swym fachu. Natomiast Carrie wróciła do równowagi i dopiero po spotkaniu z Harrym w szpitalu, gdzie Charlotte urodziła córeczkę, małą Rose. Harry wyjawił, że to „Big” zawiózł jego żonę do szpitala i sam pisał maile przepraszające do Carrie, jednak nie otrzymywał odpowiedzi. Carrie twierdziła, że nic takiego nie miało miejsca. Dopiero w domu odblokowała pocztę mailową od Biga i przeczytała wiadomości. Nie były jego autorstwa. Brakowało mu słów, więc przepisał listy miłosne Beethovena, Lorda Byrona, Johna Keatsa i Woltera. Oprócz ostatniego, w którym przyznał się do błędu. Carrie pobiegła do apartamentu z wielką garderobą by zabrać stamtąd swoje drogie buty, podarowane przez „Biga” przed zerwaniem i zastała tam byłego narzeczonego. Ten poprosił ją jeszcze raz o rękę i tak udali się do ratusza, gdzie − w zwykłej białej sukience − pobrali się w otoczeniu innych par młodych. Nieoczekiwane, dla zaskoczonej Carrie, wesele odbyło się w pobliskiej restauracji. Było skromne, bo w otoczeniu najbliższych znajomych.

### Miranda
41-letnia Miranda poszukiwała równowagi między domem, pracą a życiem towarzyskim. Jej małżeństwo nie układało się najlepiej, życie erotyczne również. Zwierzyła się w końcu dziewczynom, że od pół roku nie sypiała ze Steve’em. Rozmowa jednak nie dała jej wsparcia, ponieważ reszta z nich kochała się częściej niż ona. Steve wyznał w końcu żonie, że ją zdradził. W wieczór próbnego wesela Miranda, wciąż wściekła, powiedziała do Biga, że oboje z Carrie zwariowali biorąc ślub, ponieważ małżeństwa wszystko przekreślają. Po powrocie z Meksyku, wyprowadziła z mieszkania, w którym mieszkała ze Steve’em. Mimo to, dawała sygnały, że tęskni za mężem, ale gdy dziewczyny mówiły jej by wybaczyła, zasłaniała się postępowaniem Biga. Sylwester spędziła z Carrie a w walentynki przyznała się do tego co powiedziała Bigowi. Carrie odparła, że jej koleżanka zrobiła błąd odrzucając Steve’a oraz że wybaczy jej, gdy sama wybaczy małżonkowi. Miranda i Steve udali się do terapeuty. Ten powiedział im, by spisali plusy oraz minusy wspólnego życia, oraz jeśli wciąż chcą być razem mają wybrać się na most Brooklyński i spotkać się w połowie drogi. Mimo iż Miranda miała świadomość, że lista męża może zawierać więcej argumentów "przeciw" udała się na umówione miejsce. Okazało się, że Steve również przyszedł. Małżeństwo razem wróciło do domu i pogodziło się upojnym seksem w mieszkaniu na Brooklynie.

### Charlotte
41-letnia Charlotte, była zachwycona tym, że John James i Carrie się zaręczyli. Big rozjuszył ją jednak w dniu kiedy miał być ślub, ponieważ znowu porzucił jej przyjaciółkę. Pojechała z nią do Meksyku i przez meksykańską wodę, którą przypadkowo połknęła w prysznicu, doznała biegunki przez co po raz pierwszy od rozstania pisarki, rozśmieszyła ją. Wkrótce oświadczyła Carrie, że jest w ciąży, ale bardzo się bała, ponieważ już raz poroniła. Przestała nawet biegać. Przyznała się do tego, ale zrobiła to ze strachu, że coś się stanie dziecku. Carrie dodała jednak, że to "straszne coś" już się wydarzyło w Meksyku. Przekonała ją też by wróciła do joggingu i prawdopodobnie jeszcze tego samego dnia, Charlotte zaczęła biegać z pieskami. Wraz z ostatnimi jesiennymi liśćmi, zniknął strach żony Harry'ego. Sama też zaczęła przekonywać Mirandę, by wybaczyła Steve'owi, ale Miranda zasłaniała się zdradą Biga wobec Carrie. Ta ostatnia urządziła baby shower dla Charlotte, gdy była w trzecim trymestrze ciąży. Goldenblatt spotkała Biga w restauracji, ale uciekła z niej, gdy go zobaczyła. John zdążył ją złapać, ale po tym jak na niego nakrzyczała na ulicy, odeszły jej wody płodowe. Big odwiózł ją do szpitala. Carrie przyszła na salę porodową, gdy już było po wszystkim i ujrzała Harry'ego i niemowlę, trzymane przez Charlotte. Nadali jej na imię Rose, po babci męża. Charlotte powiedziała jej o całej sytuacji jaka miała miejsce wcześniej. Big był przy Charlotte aż do porodu i prawdopodobnie liczył, że spotka Carrie.

### Samantha
49-letnia Samantha chciała kupić sobie diamentowy pierścionek na aukcji charytatywnej, jednak została przelicytowana. W Los Angeles, gdzie mieszkała wraz z Smithem, okazało się, że to on go kupił, chcąc uszczęśliwić partnerkę. Samantha chciała mu wynagrodzić to seksem, ale Smith poszedł się zdrzemnąć dla urody. Samantha, leżąc sama w jacuzzi, zauważyła jednak jak jej przystojny sąsiad uprawiał seks z dziewczyną. Odtąd postanowiła go podglądać. Pojechała też wraz z Carrie, Mirandą i Charlotte do Meksyku, gdzie zaczęła się użalać, że jej życie kręci się wokół Jerroda. Po powrocie do Malibu, jej chłopak dostrzegł, że była jakby nieobecna. Samantha wyjaśniła mu jednak, że nie utożsamia się już, tak jak dawniej, z ich życiem. Bycie jego menadżerką ją męczyło, bo od dwóch lat on był na pierwszym planie, w przeciwieństwie do poprzednich lat, gdzie to ona grała pierwsze skrzypce. Nadal też podglądała sąsiada, ale nie chcąc ulegać pokusie, zaczęła częściej kupować, zaczynając na psie yorku a kończąc na markowych ubraniach znanych projektantów. Zrobiła dla swojego chłopaka sushi i położyła je na swoim nagim ciele. Gdy ten się nie zjawił w domu była wściekła. Rzuciła w nim jedzeniem, za to, że spóźnił się trzy godziny. Tak jak kura domowa, którą nie chciała być, zrobiła mu obiad. Gdy trzasnęła drzwiami, Jerrod wyjął z plecaka czekoladki w pudełku w kształcie serca. Dopiero spotkanie z przystojnym Dante uświadomiło jej, że czegoś w jej życiu brak. Przez to, nawet nieco przytyła. Przyjechała do Nowego Jorku, na „baby shower” Charlotte i powiedziała o tym dziewczynom. Zerwała z Jerrodem tuż po powrocie do Malibu. On przyjął to ze spokojem i prosił by zachowała pierścionek z kwiatkiem, który kiedyś jej podarował. Poprosił również, aby pozostali przyjaciółmi, na co Samantha przystała.

I tak Carrie Bradshaw poślubiła Johna Jamesa Prestona w niemarkowej kiecce. Nie było potem eleganckiego bankietu: zwykłe potrawy i przyjaciele. Może niektóre metki lepiej trzymać w szafie? Może etykietki państwo młodzi, mąż, żona, zamężna, singielka zasłaniają nam kryjących się za nimi ludzi? I tak, w tym samym mieście, w którym kiedyś się poznały, cztery mieszkanki Nowego Jorku rozpoczęły kolejną fazę życia, otulone od stóp do głów miłością. To jedyna marka, która nigdy nie wychodzi z mody.

Wieczorem przyjaciółki poszły na miasto. Jak za dawnych lat zaczęły znowu być ze sobą, przy drinku "cosmopolitan". Zamówiły też malutki tort dla zaskoczonej Samanthy, na jej 50. urodziny. Carrie wzniosła toast dla Samanthy: „przepięknej pięćdziesiątki” i Samantha, a potem wszystkie dziewczyny, zdmuchnęła świeczki. Wzniesiono drugi toast: „za nas i kolejną pięćdziesiątkę”.

## Ścieżka dźwiękowa
Lista utworów
1. Al Green - How Can You Mend A Broken Heart
2. Allison Moorer - Mockingbird
3. Amy Winehouse - Fool's Gold
4. Bitter:Sweet - Trouble
5. Bliss - Kissing
6. Ciara - Click, Flash
7. Craig David - My First Love
8. Elijah Kelley - Dangerous
9. Estelle - Pretty Please (Love Me)
10. Goldfrapp - Beautiful
11. India.Arie - The Heart Of The Matter
12. Ingrid Michaelson - Little Romance
13. Janet Jackson - 2Nite
14. Jem - It's Amazing
15. Jennifer Hudson - All Dressed In Love
16. Kaskade - I Like The Way
17. Katie Herzig - Look At You Now
18. Mairi Campbell & Dave Francis - Auld Lang Syne
19. Morningwood - New York Girls
20. Mutya Buena - Real Girl
21. Nina Simone - The Look Of Love (Madison Park vs. Lenny B Remix)
22. Owen Brady - You Look So Good
23. Pfeifer Broz Orchestra - Sex And The City - Movie Theme
24. Run DMC & Aerosmith - Walk This Way
25. Ryan Shaw - We Got Love
26. Fergie - Labels Or Love
27. The Bird And The Bee - How Deep Is Your Love
28. The Champagne Flutes - Hey Baby
29. The Weepies - All This Beauty

### Sprzedaż
| Oficjalna Lista Sprzedaży OLiS |    |    |    |
| Tydzień                        | 01 | 02 | 03 |
| Pozycja                        | 31 | 35 | -  |